# 7291 Hyakutake
7291 Hyakutake eller 1991 XC1 är en asteroid i huvudbältet som upptäcktes den 13 december 1991 av den japanska astronomen Satoru Otomo i Kiyosato. Den är uppkallad efter den japanske astronomen Yuji Hyakutake.
Asteroiden har en diameter på ungefär 16 kilometer.